# Adelaida Semjonowna Simonowitsch
Adelaida Semjonowna Simonowitsch, geboren Bergman, (russisch Аделаида Семёновна Симонович, урожд. Бергман; * 25. Märzjul. / 6. April 1844greg. in Moskau; † 9. November 1933 in Sagorsk) war eine russische bzw. sowjetische Pädagogin.

## Leben
Adelaida Bergman stammte aus einer christlich konvertierten jüdischen Familie. Ihre Eltern Semjon Jakowlewitsch Bergman und Augustine Karlowna geborene Gudson (aus Hamburg) besaßen einen Kolonialwarenladen in Moskau. Ihre jüngere Schwester Walentina wurde Komponistin und heiratete Alexander Serow. Ihre ältere Schwester Sofja (1841–1921) heiratete Leopold Iwanowitsch Kohl aus dem ältesten Moskauer Deutschen Klub, deren Sohn Alexander Leopoldowitsch Kohl Verwalter des Hauses des Grafen Michail Tolstoi wurde.
Adelaida Bergman hatte nach dem Besuch der Fünfklassenschule sich selbständig fortgebildet und nach bestandenen Prüfungen das Recht zum Unterrichten als Hauslehrerin erworben.
Am Anfang der 1860er Jahre heiratete Adelaida Bergman den Kinderarzt Jakow Simonowitsch. Ihre Kinder waren der Chemiker und Bakteriologe Nikolai Jakowlewitsch Simonowitsch (1863–1958), die Bildhauerin Marija Jakowlewna Lwowa (1864–1955), Nadeschda Jakowlewna Derwis (1866–1907, Frau des Malers Wladimir Derwis), Warwara Jakowlewna Bjaschkowa (1867–1922), Frau des Arztes Wladimir Michailowitsch Bjaschkow, Adelaida Jakowlewna Derwis (1872–1945, Frau des Mathematikers Walerian Dmitrijewitsch Derwis), die Künstlerin und Kinderpuppentheatergründerin Nina Jakowlewna Simonowitsch-Jefimowa (1877–1948, Frau des Bildhauers Iwan Jefimow), Michail Jakowlewitsch Simonowitsch (1878–1882) und die Adoptivtochter Olga Fjodorowna Trubnikowa (1865–1927, Frau des Malers Walentin Serow).
Da Frauen zum Universitätsstudium nicht zugelassen wurden, beantragte Adelaida Simonowitsch, jedoch ohne Erfolg, an der Universität Moskau ohne das Recht auf ein Diplom Vorlesungen besuchen zu dürfen. Sie ging nun mit ihrem Mann zum Studium in die Schweiz nach Genf, um nach dem Studium dort eine freie Schule für Emigranten aufzubauen. Sie hörte Vorlesungen von einer Nichte Friedrich Fröbels und lernte die Arbeit in den Genfer Kindergärten kennen, die nach Fröbels System eingerichtet waren. Mit ihrem Mann beschloss sie nun, nach dem Studium der Erfahrungen in Deutschland ähnliche Kindergärten in Russland zu gründen, worin sie Alexander Herzen bei einem Treffen in Genf bestärkte.
Mit ihrem Mann kehrte Simonowitsch 1866 zurück und gründete mit ihm im selben Jahr in St. Petersburg einen entgeltlichen Kindergarten. Bereits nach drei Jahren musste der Kindergarten wegen unzureichender Finanzierung wieder geschlossen werden. Ihre vielfältigen pädagogischen Erfahrungen beschrieb sie in ihrer Zeitschrift und dem Buch Detski sad (Kindergarten). Von 1866 bis 1870 wurden von Privatpersonen entgeltliche Kindergärten in Moskau, St. Petersburg, Woronesch, Irkutsk, Smolensk und Tiflis eröffnet. Simonowitsch gründete und leitete dann 1870–1874 eine Grundschule und einen Kindergarten nach ihrem Muster in Tiflis und 1876–1886 in St. Petersburg. 1874 veröffentlichte sie mit ihrem Mann eine zweibändige Sammlung ihrer Aufsätze über Pädagogik und Psychologie der Vorschulerziehung mit Neuauflagen 1884 und 1907.
Nachdem in St. Petersburg die Bestuschew-Kurse für Frauen eröffnet worden waren, studierte Simonowitsch dort Geschichte und Philologie. Ihr Mann erkrankte 1883 bei seiner Arbeit an Typhus und starb. Darauf ließ sich Simonowitsch auf einem Landgut ihres Schwiegersohns Wladimir Derwis im Gouvernement Twer nieder. Sie unterrichtete 1886–1906 an der Kalatschajewskaja-Landschule und gründete die ersten Kinderkrippen. Sie leitete eine Kunstschule, in der ihr Neffe Walentin Serow und ihr Schwiegersohn Wladimir Derwis unterrichteten. Nach der Oktoberrevolution im Bürgerkrieg musste sie das Landgut verlassen.